# Palaeorhiza excavata
Palaeorhiza excavata là một loài Hymenoptera trong họ Colletidae. Loài này được Hirashima & Abe mô tả khoa học năm 1996.